# 辛茂将
辛茂將（?—660年1月3日），陇西郡狄道县（今甘肃省定西市临洮县）人，唐朝官员，在唐高宗时曾做过一年的宰相。

## 生平
唐高宗显庆三年（658年）十一月十九，大理卿辛茂将为侍中（门下省首长）。659年夏四月，他和许敬宗负责审理韋季方、李巢朋党一案。许敬宗是武后的心腹，他诬陷当初反对武后为皇后的高宗舅父、太尉长孙无忌与此案有牵连，并意图谋反。唐高宗听从许敬宗的意见，流放长孙无忌于黔州，七月唐高宗命许敬宗、辛茂将、李勣、任雅相、卢承庆审，许敬宗派人逼长孙无忌自杀。显庆四年十一月十六（660年1月3日），侍中兼左庶子辛茂将去世。

## 家庭

### 高祖
- 辛文□，北魏□威将军、仪同三司、散骑常侍、太常卿、秦州刺史、许昌侯[1]

### 曾祖
- 辛仲略，北魏骠骑大将军、开府仪同三司、散骑常侍、侍中、秘书监、□□将军、南雍州刺史、广州刺史、繁昌公[1]

### 祖父
- 辛义良，北周纯州别驾、隋朝汝州长史[1]

### 父母
- 辛慈，隋朝东宫左亲卫[1]
- 荥阳郑氏，开府仪同三司、淅介二州刺史、显亲公郑某孙女，旷野将军、殿中司马、南乡大□二郡太守郑某之女[1]